# Lebes gamikos
Lebes gamikos (stgr. λέβης γαμικός) – rodzaj starożytnego greckiego naczynia ceramicznego z wiekiem, na stojaku lub cokole, używanego w kąpieli weselnej.
Lebesy weselne pojawiły się na początku VI wieku. W czerwonofigurowej ceramice attyckiej występowały do połowy IV wieku p.n.e., zaś w południowej Italii do końca IV wieku p.n.e. Poprzedziły je kotyle-kratery, również mocowane na stojakach.
Jeśli chodzi o kształt, to lebes gamikos to nic innego jak lebes przymocowany do ceramicznego stojaka kielichowego. Do górnej części brzuśca przymocowane są imadła. Miska lebesu zwykle ma kopulastą pokrywę zwieńczoną wysokim trzonkiem. Rozróżnia się dwa typy: typ A z wysokim stojakiem i niską szyją oraz typ B na niskiej stopce i całkowicie pozbawiony szyi.
W zbiorach Muzeum Narodowego w Warszawie, w kolekcji sztuki antycznej, starożytnego Egiptu i Wschodu znajduje się Lebes gamikos z przedstawieniem kobiety ze szkatułką i Erosa z lustrem, attycki, w stylu czerwonofigurowym z ok. 335 roku p.n.e. (nr inw. 200551/a-b MNW).
Na naczyniach tych często pojawiają się malunki procesji ślubnej lub kobiet przygotowujących się do ślubu.